# 21世纪公民力量
21世纪公民力量（西班牙語：Poder Ciudadano Siglo XXI）是哥伦比亚自由党的一个内部组织，是哥伦比亚自由党的左翼。该组织成立于2005年10月。该组织的意识形态是民主社会主义、左翼自由主义、21世纪社会主义、马克思主义。该组织的领袖是Piedad Córdoba。